# Altenbeken
Altenbeken is een plaats en gemeente in de Duitse deelstaat Noordrijn-Westfalen, gelegen in de Kreis Paderborn. De gemeente telt 9.105 inwoners (31 december 2020) op een oppervlakte van 76,23 km².

## Plaatsen in de gemeente Altenbeken
- Altenbeken, bijna 4.000 inw.
- Buke, ca. 2.500 inw. , 3 km ten zuiden van Altenbeken zelf
- Schwaney, bijna 3.000 inwoners, weer 3,5 km ten zuiden van Buke,

## Ligging, verkeer, vervoer
Altenbeken ligt op ca. 250 m boven de zeespiegel, vijftien km ten oosten van de stad Paderborn, in een vrij diep dal van een beek, die ook Beke heet. Ten westen, noorden en zuiden strekt zich het tot het Teutoburger Woud gerekende Eggegebergte uit. Naar het oosten gaat dit over in het Weserbergland.
Slechts ca. negen km in zuidoostelijke richting ligt het kuuroord Bad Driburg. Zeventien km noordwaarts ligt het stadsdeel Horn van Horn-Bad Meinberg, iets ten oosten van de befaamde rotsformatie Externsteine.
De dichtstbijzijnde autosnelweg is de A33 aan de westkant van Paderborn.
Station Altenbeken is een spoorwegknooppunt. Ten oosten van de plaats komen vier spoorlijnen samen in de in 1864 voltooide Rehbergtunnel onder de Rehberg, waarvan de top op 427 m boven de zeespiegel ligt. Deze spoorlijnen lopen in de richting van respectievelijk:
- Paderborn;
- Grevenhagen bij Steinheim (Noordrijn-Westfalen) (met splitsing naar Horn-Bad Meinberg, Detmold en Lage respectievelijk naar Hamelen;
- Bad Driburg, Brakel en Station Ottbergen, met splitsing naar Höxter respectievelijk Beverungen;
- zuidwaarts richting Warburg.

Altenbeken zelf heeft een station aan de lijn richting Paderborn. Er stoppen treinen in de richtingen van o.a. Paderborn, Bielefeld, Kreiensen, Hannover en Münster. Tot 1976 reden er nog goederentreinen, getrokken door sterke stoomlocomotieven van het type DR Baureihe (serie) 44. Een zo'n loc is in 1977 als monument voor de 'stoomtijd' op een markante plek in het dorp opgesteld.
Kenmerkend voor Altenbeken zijn de diverse spoorwegviaducten, waarvan één markant, onder monumentenzorg staand exemplaar (bouwjaar 1853) zelfs in het gemeentewapen is afgebeeld.
De plaats ligt aan diverse langeafstandfiets- en wandelroutes.

## Geschiedenis
De omgeving van Altenbeken werd, blijkens archeologische vondsten, al bewoond rond 4000 v.Chr., in de Jonge Steentijd.
Het dorp ontstond rond het jaar 1000. Aan het eind van de 14e eeuw was er sprake van productie van houtskool ten behoeve van kleine smederijen en kleinschalige mijnbouw in het Eggegebergte. De 15e eeuw was een tijd van politieke onrust; een deel van de dorpsbewoners, meest horigen van de prinsbisschoppen van Paderborn, trok weg naar (veiliger) ommuurde steden in de omgeving, en de ijzerertswinning werd gestaakt.
Aan het eind van de 16e eeuw was Altenbeken vaak doelwit van roversbendes. Uit plaatselijke kronieken is geconcludeerd, dat deze rovers uit Holland zouden komen. De hele 17e en 18e eeuw was een periode van armoede en ellende, o.a. door de Dertigjarige Oorlog (1618-1648) en door pest- en andere epidemieën. In het midden van de 18e eeuw waren er regelmatig aardbevingen en andere natuurrampen.
Het dorp Buke was vanaf 1663 een station op de belangrijke postkoetsroute Paderborn- Hannover.
In de 19e eeuw kwam Altenbeken eerst aan Pruisen en daarna aan het Duitse Keizerrijk. Economische vooruitgang kwam er pas weer met de komst van de spoorwegen en de arbeiders hieraan, die ten minste tijdelijk in een kamp in het dorp woonden. Op 20 december 1901 leerde het dorp ook de schaduwzijde hiervan kennen: er vielen bij een treinongeluk 11 doden. Het dorp Schwaney werd ook in de 18e en 19e eeuw diverse keren door grote branden geteisterd; gebouwen van voor 1900 zijn er bijna niet meer te vinden - afgezien van een neogotische dorpskerk.
In 1924 werd een deel van Altenbeken door brand verwoest. In 1926 ging de laatste ijzerertsmijn in de gemeente dicht. In de Tweede Wereldoorlog werden de strategisch belangrijke spoorlijnen bij Altenbeken enige malen door de geallieerden gebombardeerd. Maar direct na de oorlog konden de treinen er al weer rijden.
Ondanks de ontkerkelijking na 1965 is de bevolking van de gemeente overwegend rooms-katholiek gebleven.

## Economie
De gemeente leeft van land- en bosbouw, terwijl er ook enig midden- en kleinbedrijf is. Altenbeken is geliefd als woonplaats voor gepensioneerde spoorwegmedewerkers. In het dorp Schwaney wonen veel forensen, die in de stad Paderborn werken.

## Bezienswaardigheden
- Altenbeken heeft een mooie omgeving met veel bos en heuvelland, waar het goed wandelen is, o.a. 15 km noordwestwaarts naar Schlangen of 18 km westwaarts naar Bad Lippspringe.
- Zie ook Bad Driburg; dit kuuroord ligt slechts ca. negen (te voet zeven) km zuidoostwaarts.
- Streek- en ijzerertswinningsmuseum (Eggemuseum) in een oud vakwerkhuis in het dorp Altenbeken.
- Op de beek Beke staat een schilderachtige oude watermolen (oliemolen).

## Afbeeldingen

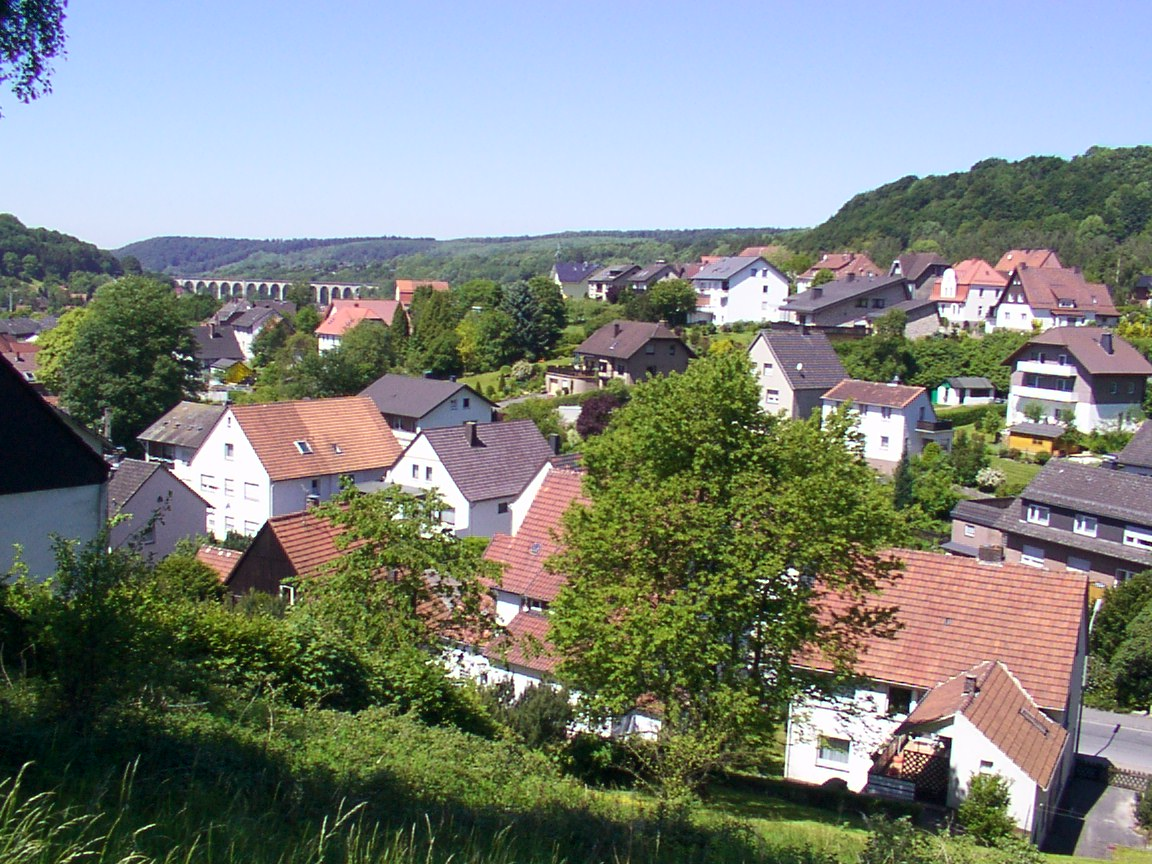
Altenbeken met op de achtergrond het markante viaduct
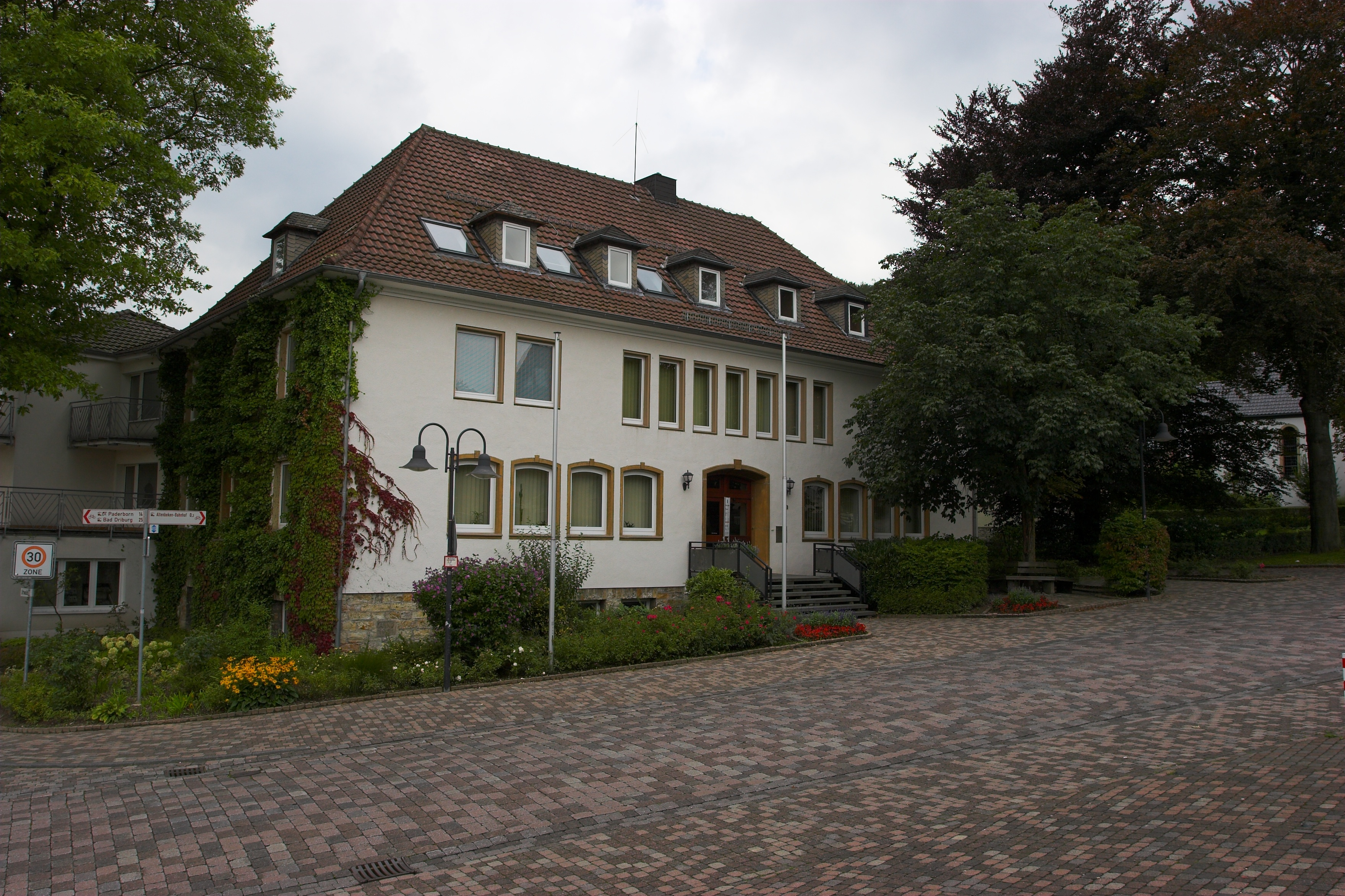
Raadhuis van Altenbeken
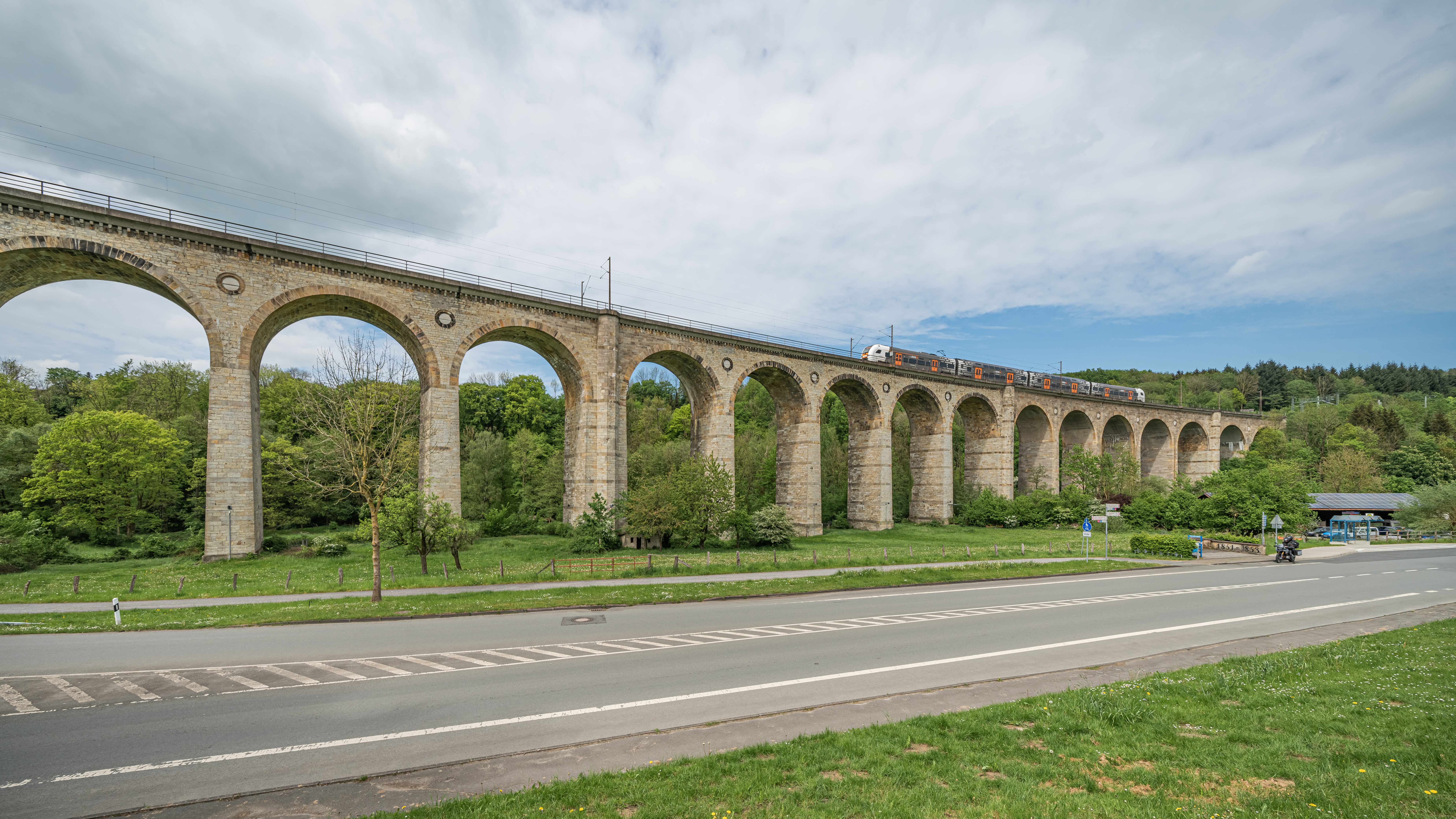
Viaduct uit 1853
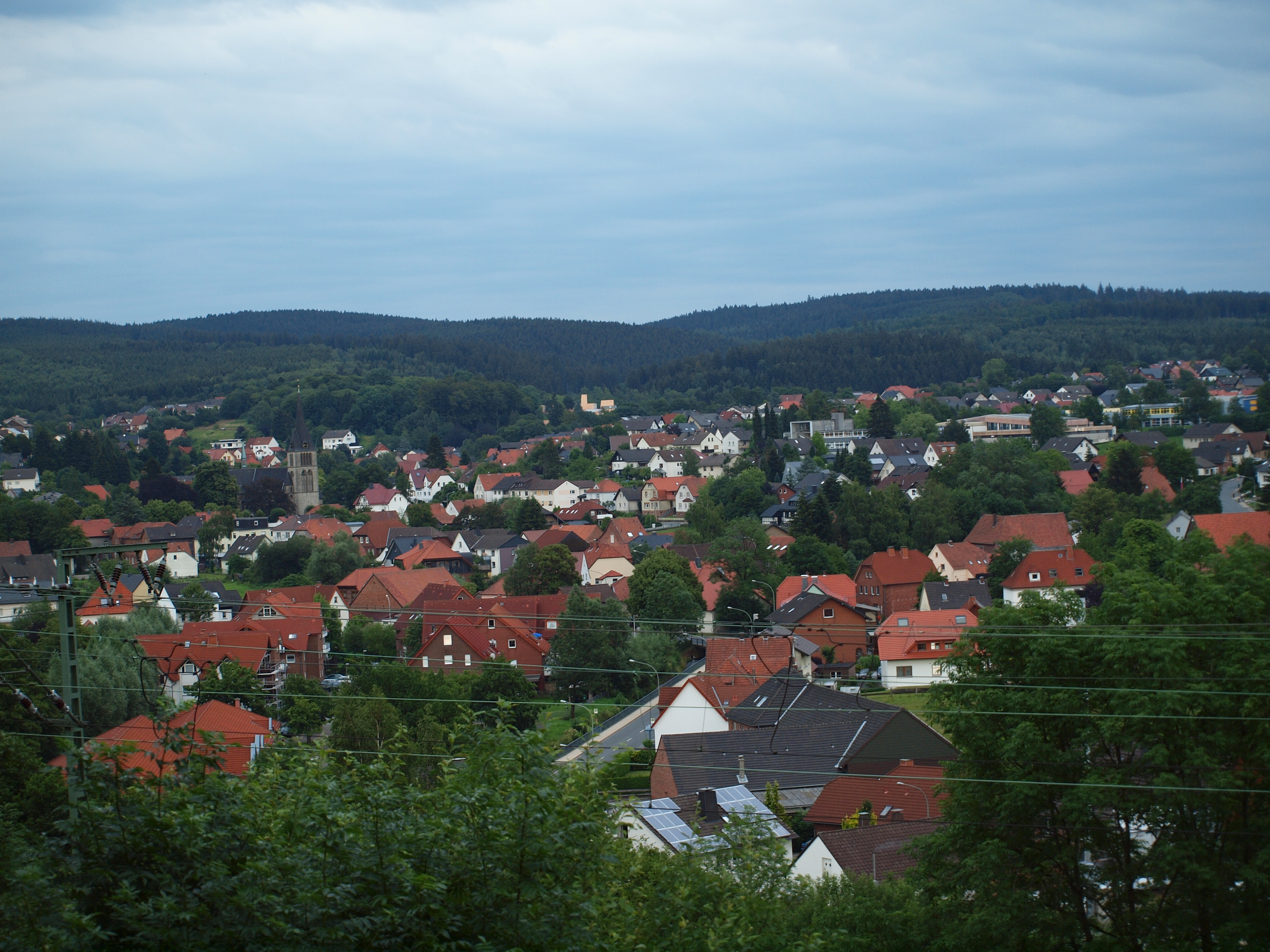
Vergezicht
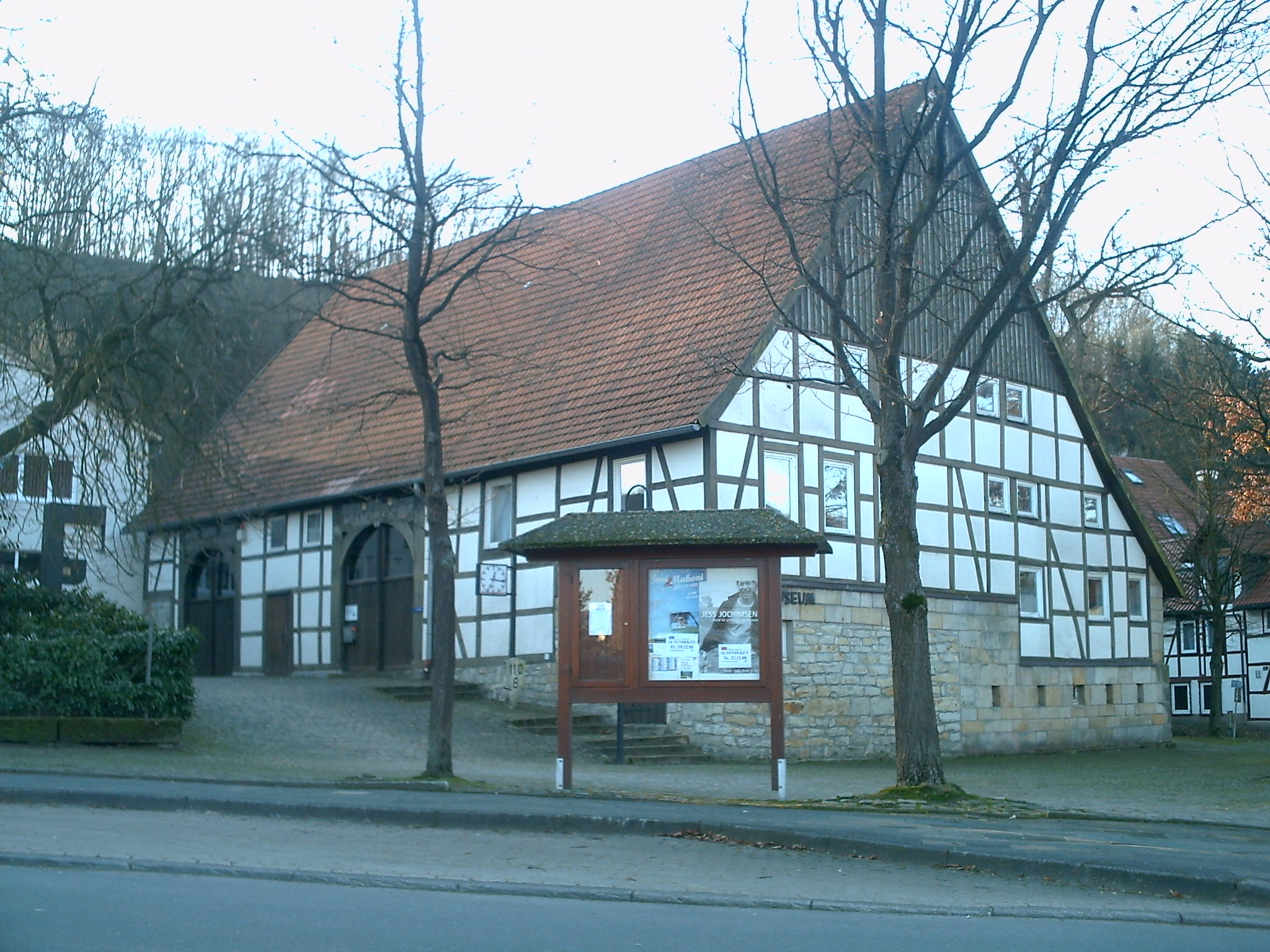
Het Eggemuseum
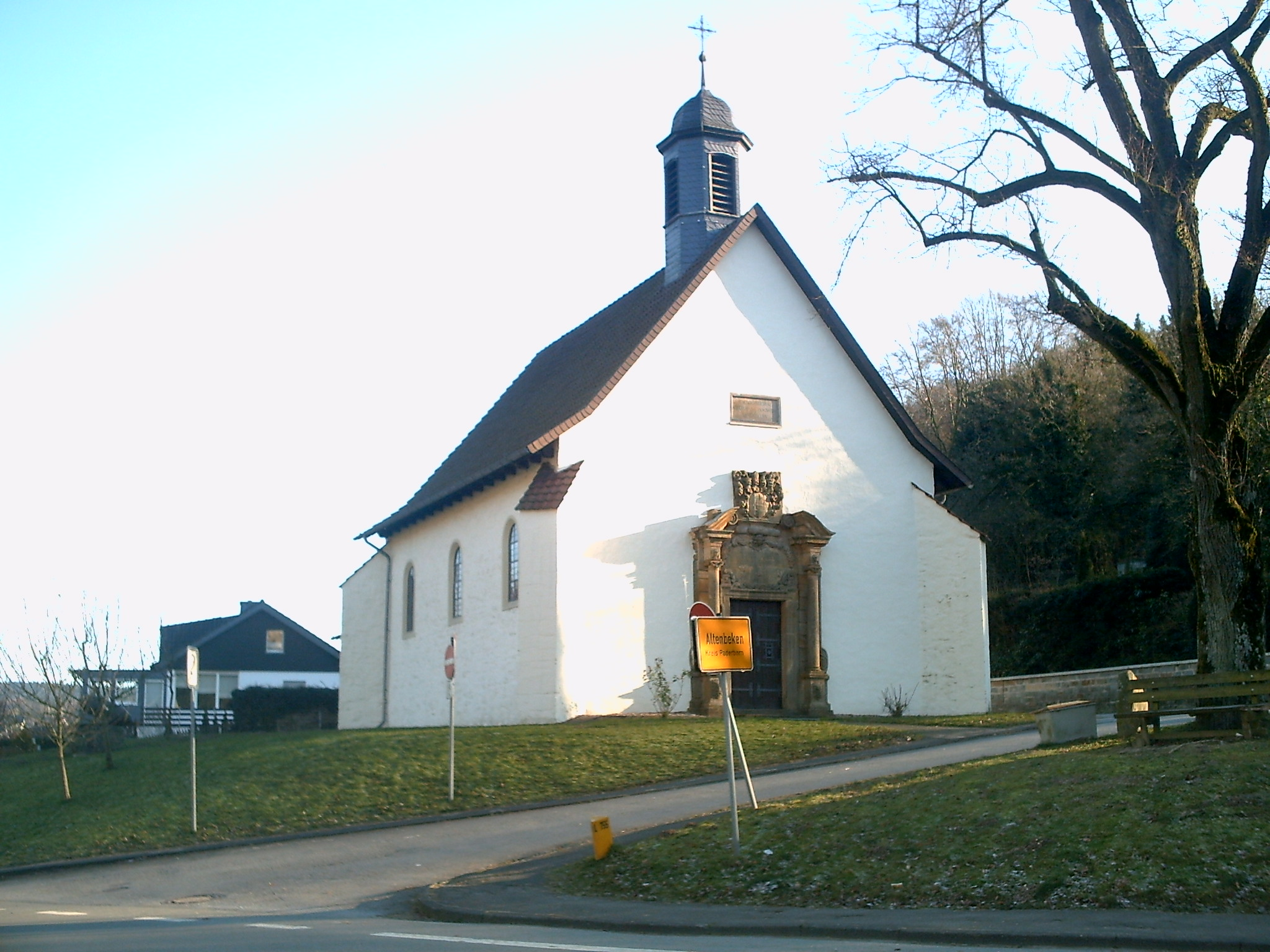
De Kreuzkapelle in Altenbeken (17e eeuw)

Altenbeken · Bad Lippspringe · Bad Wünnenberg · Borchen · Büren · Delbrück · Hövelhof · Lichtenau · Paderborn · Salzkotten